# Ligne B du tramway de Tours
Pour les articles homonymes, voir Ligne B.
La ligne B du tramway de Tours est une ligne de tramway en projet entre La Riche et Chambray-lès-Tours, en Indre-et-Loire, en France. Deuxième ligne du tramway de Tours, elle devrait compter 22 stations pour une longueur de 12,5 kilomètres qu'il sera possible de parcourir en 40 minutes. D'un coût estimé de 503 millions d'euros, elle devrait être ouverte, d'après le calendrier prévisionnel, en mars 2028.